# Informalisme
L'informalisme és un moviment pictòric que comprèn totes les tendències abstractes i gestuals que es van desenvolupar a Europa després de la Segona Guerra Mundial, en paral·lel amb l'expressionisme abstracte estatunidenc. Dins d'aquest moviment, es distingeixen diferents corrents, com l'abstracció lírica, la pintura matèrica, la Nova Escola de París, el taquisme, l'espacialisme o l'art brut.

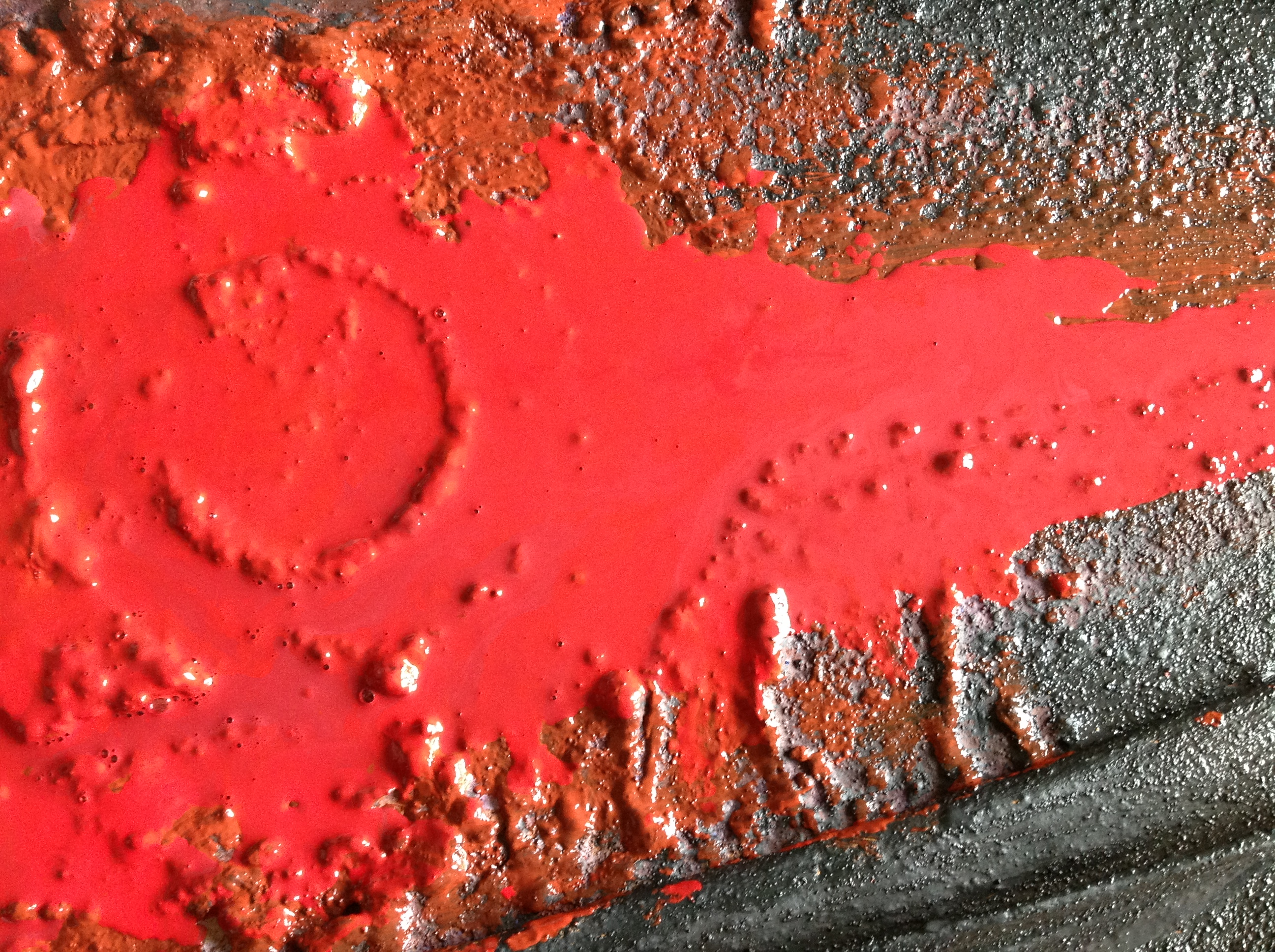
Jiménez-Balaguer.

La base de tot informalisme és la resposta irada a la circumstància social en la qual viu l'individu. Especialment, la sensibilitat que afecta l'artista, que es manifesta respecte dels valors de la societat establerta dominant per mitjà de l'espontaneïtat gestual quasi instintiva i biològica, que les afeccions anímiques i de sentiment provoquen en el temperament humà.

## Història
Als Estats Units d'Amèrica, a la fi de la Segona Guerra Mundial, les condicions econòmiques, polítiques i artístiques suscitaren una nova manera de pintar, imposant-se l'expressionisme abstracte entre la nova generació d'artistes que vivien a Nova York, originant dues tendències, l'Action Painting, encarnada principalment per Jackson Pollock i Willem de Kooning, i la Pintura dels camps de color, amb autors com Barnett Newman i Mark Rothko.
A la mateixa època, a París, aparegueren una sèrie d'artistes que no representaven la realitat de manera explícita. La postguerra creà un ambient de dubte, absurd, falta total de grans projectes, i per això els artistes no tenien causes per les quals lluitar, de manera que es van comprometre amb la pròpia veritat. És l'auge de l'experimentació. Van desenvolupar una estètica abstracta o «informal» per a traduir els seus sentiments i impressions, la seva expressivitat.

### Catalunya
La gènesi a Catalunya de l'informalisme va ser autòctona, donada la circumstància política en la qual es vivia, diferent de la de la resta d'Europa però similar quant a la manca de perspectives d'una percepció i d'un saber net d'ingerències. L'adhesió de certs artistes a les noves sensibilitats estètiques responia a un concepte i una actitud ben allunyats de la mimesi (còpia) clàssica de la realitat. L'acció artística creadora cercava, ara, la plasmació directa dels entusiasmes, ràbies, indignacions o defalliments anímics personals. Aquesta estètica es va establir a Catalunya per la pràctica de l'art, en genèric designada informalisme, que permetia acabar amb les formes restrictives i instaurar unes no-formes que recollien i expandien sensacions i provocaven sentiments «altres».
Al franquisme, a la circumstància catalana s'hi donaven aquells factors; l'informalisme a Catalunya comença a vivenciar-se vers el 1953. En van ser iniciadors els plàstics que s'havien manifestat a través de la revista Dau al Set: Antoni Tàpies, que va establir procediment i camí, Modest Cuixart, tot seguit i, més endavant, Joan-Josep Tharrats.
Tant Tàpies com Cuixart o Laurent Jiménez-Balaguer, després de la pràctica del surrealisme i el dadaisme, es van adonar que ja no es podia continuar més amb cap realisme, per poètic que fos; la imatge treballada acadèmicament, controlada en la coherència formal, no podia ni ser representativa ni expressar les angoixes, les estupideses, les incoherències d'un existir personal o social que a res corresponia del que ideològicament es predicava: la intenció surrealista no cabia en els motllos de les formes establertes; és més, la inquietud i la reflexió subjectives ja no eren reflectibles en una contrapartida formal atès que en si eren imprecises i només denotaven disconformitat, distanciament.

## Denominació
Aquesta nova estètica ha tingut noms diferents segons l'indret on s'ha manifestat. A Europa, durant la Segona Guerra Mundial i els camps de concentració, se la va designar —per les obres de Fautrier i de Wols— hautes pâtes, textura informal respecte de la pintura a l'oli, taques matèriques, gestualisme, garbuix de ratlles o de colors, resposta impossible als horrors que es vivien. Als Estats Units d'Amèrica, a través de Pollock, va ser un expressionisme abstracte, pur accionisme convulsiu al bell mig d'un espai plàstic. L'informalisme era, doncs, una nova possibilitat representativa i expressiva. Era representativa, perquè era una nova manera d'oferir un contingut, confús potser però expressiu, atès que la intenció bàsica era que quedés de manifest que no es tractava de cap descripció ni definició de res sinó simplement de l'exteriorització d'un impuls i d'una indignació anímica. També se'l va designar taquisme (tachisme, del francès tache, taca) i el crític Michel Tapié, un dels primers teòrics, el va assenyalar com a art autre. Totes les variants es concentren a expressar directament, per mitjà d'un impuls emocional sense signes intermediaris de càrrega simbòlica, un crit, una intenció que neix i prové del subjecte que el realitza.

## Estil
L'expansió creadora la dona la gestualitat, que queda plasmada a l'espai o als objectes. L'agressió de l'entorn, els afectes o els terrors personals per mitjà del gest esdevenen clams, signes creadors que romanen presents en el suport matèric on s'impregnen; per això se'n diu també ‘estètica matèrica'. El missatge que aporta aquesta matèria tant pot ser el del subjecte que la plasma com la sensació o l'evocació emocional que provoca: l'esplendor autòctona de les taques de pintura, ‘tachisme', l'impacte de les textures que ofereix la natura o els objectes que porten càrrega social, que Burri va recollir de la realitat material treballada per la intempèrie o dels productes socials on no intervé una voluntat creadora. Mathieu hi va afegir la noció de temps d'execució: com més ràpid es fa una obra, més efectiva és. Aquests aspectes d'un nou tipus d'atenció perceptiva justifiquen la designació, ja esmentada, d'‘art autre', un nou concepte de l'art. Això motiva que d'aquest art gestual se n'hagi dit que és l'expressió directa de l'existència, art existencial, que correspon al moment en el qual l'existencialisme radical de base sartriana era un corrent filosòfic vigent i actiu. També s'hi van afegir les manifestacions plàstiques portades a terme per persones sense cap preparació artística, que s'expressen directament seguint necessitats i impulsos i que ho fan amb qualsevol matèria o suport, una acció designada per Jean Dubuffet com a ‘art brut'.
Tanmateix hi ha un prototipus americà de l'informalisme molt potent que obeeix a la circumstància de desencís polític i cultural; en són iniciadors l'esmentat Pollock i també Franz Kline, Motherwell, De Kooning i Sam Francis.

## Pràctiques pictòriques
Dins d'aquesta tendència, cada artista deixa tota la llibertat a allò imprevist de les matèries (gust per la taca i per l'atzar) i a l'aleatorietat del gest, rebutjant el dibuix i el control així com la concepció tradicional de la pintura i el seu desenvolupament, que va de la idea a l'obra terminada, passant pels esbossos i els projectes; és una «obra oberta» (concepte d'Umberto Eco) que l'espectador pot llegir lliurement. L'aventura pictòrica és completament nova: en lloc de partir d'un significat per a construir signes, l'artista comença per la fabricació de signes i dona a continuació el sentit. La contribució de la música va produir l'art informal musical.
Les característiques d'aquesta corrent artística són: 
- Experimentació constant.
- Sentit màxim de llibertat.
- L'expressivitat dels materials adquireixen gran importància; deixen en un segon pla la temàtica de l'obra, volen ressaltar la part compositiva.
- La forma desapareix totalment, tant la figurativa (excepte els artistes dels grup Cobra) com la geomètrica.
- Exaltació de l'atzar i la improvisació, un rebuig a la construcció premeditada. La forma traçada sobre la tela és el producte d'una acció del pintor el més ràpida i intuïtiva possible: gest.
- Importància als procediments tècnics i materials.
- Utilització de tècniques com el collage, el grattage i el frottage.
- Utilització de materials nous: sorra, guix, grava, fusta,... i combinació entre ells. També, materials heterogenis procedents de l'entorn quotidià.
- Utilització plàstica d'acumulacions de materials, relleus, llançament de pintura, degoteig, forats, talls i destrucció del llenç i teles per mitjans manuals, químics, mecànics i pel foc.
- Gran llibertat en el color.
- Forma, color i composició depenen de la textura, capaç d'expressar un ampli repertori d'emocions.
- Base ideològica fortament vinculada a l'existencialisme.
- Forta presència de la personalitat de l'artista a través de les tècniques o materials emprats: expressió de sensacions i emocions, estats d'ànim. L'artista recull aspectes de la realitat exterior i el seu món interior que li commouen.
- La vulnerabilitat de l'home, la seva intranscendència, el complet desarmament de l'ésser cap a l'exterior és motiu de preocupació dels artistes de postguerra.

## Alguns pintors informalistes
- Enrico Accatino
- François Arnal
- Willi Baumeister
- Dieter Borst
- Armand Cardona Torrandell
- Eduardo Chillida
- Martín Chirino
- Jean Degottex
- Jean Dubuffet
- Jean Fautrier
- Grup Cobra
- Grup El Paso
- Hans Hartung
- Laurent Jiménez-Balaguer
- Georges Mathieu
- Henri Michaux
- Ernst Wilhelm Nay
- Serge Poliakoff
- Jean-Paul Riopelle
- Bernhard Schultze
- Emil Schumacher
- Pierre Soulages
- Nicolas de Staël
- Antoni Tàpies
- Josep Guinovart i Bertran
- Wolfgang Berus
- Modest Cuixart
- Romà Vallès
- Eduard Alcoy